# Oval Lingotto
L'Oval Lingotto Fiere, conosciuto anche come Oval Olympic Arena o - semplicemente - come Oval, è un palazzetto sportivo costruito per ospitare le gare di pattinaggio di velocità dei XX Giochi olimpici invernali di Torino 2006.
L'impianto è capace di contenere 8 500 spettatori ed è predisposto per poter ospitare una pista di 400 metri di lunghezza per 12,6 di larghezza. Costruito tra l'area del Lingotto e l'area ex-Avio, è collegato con la stazione di Torino Lingotto attraverso un sottopassaggio pedonale; è inoltre raggiungibile dalla fermata "Italia 61 - Regione Piemonte" della Linea 1 della Metropolitana. 
Dopo i Giochi olimpici è divenuto un'area espositiva e fieristica integrata nella struttura del Lingotto Fiere.

## Storia

### Fino al 2006
La progettazione fu realizzata dall'azienda inglese HOK SVE Ltd e dallo Studio Zoppini di Milano. Il completamento dell'impianto subì ritardi a causa del ritrovamento di amianto nell'area su cui sorge (che era di proprietà delle ferrovie). Era stata prevista l'inaugurazione a fine 2004 con delle gare di Coppa del Mondo di pattinaggio di velocità, che però furono spostate a Salt Lake City. La prima competizione (gare di Coppa del Mondo) si svolse a dicembre 2005. Tra maggio e giugno 2006 ospitò le Olimpiadi degli scacchi, mentre nel successivo mese di ottobre fu sede del Campionato mondiale di scherma.

### Dopo il 2006
A gennaio del 2007 ospitò le gare di pattinaggio di velocità della XXIII Universiade invernale, mentre nel mese di marzo 2008 fu la volta degli XI Campionati europei e mediterranei indoor di tiro con l'arco.
Il 31 dicembre 2008 fu sede del Torino FuturFestival 2009, il capodanno musicale torinese: durante il veglione l'impianto vide alternarsi rispettivamente sul palco i concerti dei Subsonica e dei Motel Connection e, alla consolle, i DJ set di Boosta, di Mauro Picotto e del newyorkese Josh Wink.
Dal 6 all'8 marzo 2009 ospitò i Campionati europei di atletica leggera indoor 2009.
Nel 2011 ospitò (insieme al Lingotto Fiere) una parte del Salone internazionale del libro di Torino. Al suo interno fu allestita la mostra, promossa dal Salone, dal titolo 1861 - 2011. L'Italia dei libri sui 150 anni dell'unità d'Italia dal punto di vista della letteratura.
Negli anni più recenti, il palazzetto fu utilizzato per ospitare manifestazioni, tra cui Automation & Testing, Artissima, Expocasa e Terra Madre.
Nel 2030 l'Oval ospiterà le gare di pattinaggio di velocità dei XXVI Giochi olimpici invernali e dei XV Giochi paralimpici invernali, assegnati alle Alpi francesi. L'Oval sarà così il primo impianto ad aver ospitato gare di pattinaggio di velocità in due diverse edizioni dei Giochi olimpici invernali a distanza di ben 50 anni dall'ultimo precedente (Lake Placid 1980, edizione per la quale venne utilizzato lo Speedskating Oval che fu già sede di gare durante le Olimpiadi invernali del 1932).